# Nomilina
La nomilina, un limonoide, es una sustancia amarga que se encuentra en las semillas de frutas de naranja y limón.
En los últimos años se han evaluado varios compuestos derivados de las plantas por su actividad anti-HIV para descubrir compuestos con estructuras o mecanismos de acción nóveles. Entre estos, se ha descubierto que varios triterpenoides (la nomilina y limonina entre otros) exhiben una actividad antirretroviral con diferentes mecanismos de acción.